# Bystrany
Bystrany – wieś (obec) na Słowacji położona w kraju koszyckim, w powiecie Nowa Wieś Spiska. Pierwsze wzmianki o miejscowości pochodzą z roku 1268.
Według danych z dnia 31 grudnia 2012, wieś zamieszkiwało 3250 osób, w tym 1630 kobiet i 1620 mężczyzn.
W 2001 roku rozkład populacji względem narodowości i przynależności etnicznej wyglądał następująco:
- Słowacy – 90,73%
- Czesi – 0,04%
- Romowie – 8,8%

Ze względu na wyznawaną religię struktura mieszkańców kształtowała się w 2001 roku następująco:
- Katolicy rzymscy – 98,65%
- Grekokatolicy – 0,12%
- Ewangelicy – 0,04%
- Ateiści – 0,59%
- Nie podano – 0,4%